# Only One (album)
Pour les articles homonymes, voir Only One.
Albums de BoA
Hurricane Venus
(2010) Who's Back?
(2014)
Only One est le septième album coréen de la chanteuse sud-coréenne BoA. Il sort le 22 juillet 2012 au format CD et CD+Photobook.

## Liste des titres
| 1. | Only One                                                   | BoA                                               | BoA                            | 3:37 |
| 2. | The Shadow                                                 | BoA                                               | Kenzie                         | 3:20 |
| 3. | 네모난 바퀴 (Hope)                                         | Hongzhi Yu, Kim Tae Sung, T-SK, Miriam            | Nervo                          | 4:35 |
| 4. | Not Over U                                                 | Hongzhi Yu, Kim Tae Sung, T-SK, Miriam            | Nervo                          | 3:43 |
| 5. | The Top                                                    | Miss Pitt, Karen Ann Poole, Stuart Crichton       | Stuart Crichton                | 2:37 |
| 6. | Mayday! Mayday! (너에게 닿기를 간절히 외치다)              | herOism, Alex Geringas, Tommy Lee James           | Alex Geringas, Tommy Lee James | 3:39 |
| 7. | One Dream (feat. Henry de Super Junior-M et Key de SHINee) | Palo Alto, Toby Gad, Marty James, Lyrica Anderson | Toby Gad                       | 2:28 |
| 8. | Only One (Instrumental)                                    |                                                   |                                | 3:37 |
| 9. | The Shadow (Instrumental)                                  |                                                   |                                | 3:20 |